# Seraphic Feather
Seraphic Feather (セラフィック・フェザー?, Serafikku Fezā) è un manga di Hiroyuki Utatane, pubblicato dal 1994 dalla Kōdansha. Al 2013 il manga conta undici volumi in Giappone. In Italia il manga è stato pubblicato in parte dalla Star Comics.

## Trama
Kei, la migliore amica di Sunao, è costretta a partire con il padre alla volta della base lunare, dove diversi anni dopo perde la vita in una misteriosa esplosione. Cresciuto, Sunao raggiunge la tomba dell'amica per darle l'ultimo saluto, e per poter tornare sulla Terra accetta lavori occasionali che gli permettano di pagarsi il biglietto. Nel frattempo, i suoi poteri iniziano a essere notati da più di una persona. Sulla base lunare, creata durante la prima colonizzazione umana dello spazio, si studiano strani avvenimenti di natura ignota. Il misterioso Apep Heideman sta conducendo ricerche su una colossale bio-nave aliena senza autorizzazione da parte delle autorità. L'arrivo della bellissima Atim Mazaku, commissario proveniente dalla Terra, mette scompiglio tra i partecipanti alle ricerche, e Apep dimostra di poter uccidere usando solo il potere della mente...
(trama tratta da Seraphic Feather 1, Storie di Kappa numero 31)

## Edizioni in italiano
Questo manga - che in Giappone era uscito in 11 volumi - non ha avuto una pubblicazione regolare in Italia. I primi due volumi (per un totale di 17 capitoli) sono stati pubblicati a puntate nel 1996 e nel 1997 nella rivista mensile Young della casa editrice Star Comics poi, riscontrato l'interesse dei lettori, la Star Comics ha iniziato la pubblicazione negli albi monografici della collana Storie di Kappa a partire dall'aprile 1997 con il terzo volume. Di seguito, nel novembre 1998, ha pubblicato il quarto, presentandolo però come n.2, e così via, terminando con l'undicesimo volume giapponese, presentato però come numero 9.